# Carmelo Occhipinti
Carmelo Occhipinti (Ragusa, 5 ottobre 1974) è uno storico dell'arte e critico d'arte italiano.

## Biografia
Formatosi alla Scuola Normale Superiore di Pisa sotto la guida di Paola Barocchi, Carmelo Occhipinti insegna all'Università degli Studi di Roma Tor Vergata dal 2008. Nel 2010 fonda la rivista Horti Hesperidum. Studi di storia del collezionismo e della storiografia artistica.

## Libri
- Carteggio d'arte degli ambasciatori estensi in Francia (1535-1553), Pisa, Scuola Normale Superiore, 2001.
- Il disegno in Francia nella letteratura artistica del Cinquecento, Institut national d'histoire de l'art e SPES, Paris-Firenze 2003.
- Pirro Ligorio e la storia cristiana di Roma. Da Costantino all'Umanesimo, Pisa, Edizioni della Normale, 2007.
- Giardino delle Esperidi. Le tradizioni del mito e la storia di Villa d'Este a Tivoli, Roma, Carocci, 2009.
- Primaticcio e l'arte di gettare le statue di bronzo. Il mito della 'seconda Roma' nella Francia del XVI secolo (I), Roma, UniversItalia 2010.
- Fontainebleau e la fama di Leonardo da Vinci. Il mito della 'seconda Roma' nella Francia del XVI secolo (II), Roma, UniversItalia 2011.
- Diderot, Winckelmann, Hogarth, Goethe. Percorsi settecenteschi nella cultura figurativa europea (I), Roma, UniversItalia 2011.
- Leonardo da Vinci e la corte di Francia. Stile, fama, ecfrasi, Roma, Carocci, 2011.
- Pirro Ligorio e la storia, a cura di C. Occhipinti, Horti Hesperidum. Studi di storia del collezionismo e della storiografia artistica, I, 2011, 1.
- Primaticcio e le arti alla corte di Francia, a cura di C. Occhipinti, Horti Hesperidum. Studi di storia del collezionismo e della storiografia artistica, I, 2011, 2.
- Arte in Italia e in Europa nel secondo Cinquecento, Torino, Einaudi, 2012.
- Primaticcio and Rosso. Concerning Galerie Gismondi's Fruitful Union of Vertumnus and Pomona, with a Prefaction by J. Gismondi and an Appendix by L. Armando, Roma, Universitalia, 2012.
- Piranesi, Mariette, Algarotti. Percorsi settecenteschi nella cultura figurativa europea (II), Roma, UniversItalia 2013.